# Рауенберг (Крайхгау)
Рауенберг (нім. Rauenberg) — місто в Німеччині, знаходиться в землі Баден-Вюртемберг. Підпорядковується адміністративному округу Карлсруе. Входить до складу району Рейн-Неккар.
Площа — 11,12 км2. Населення становить 8752 ос. (станом на 31 грудня 2020).